# Вулиця Герцена (Київ)
Ву́лиця Ге́рцена — вулиця в Шевченківському районі міста Києва, місцевості Лук'янівка, Реп'яхів яр, Загорівщина. Пролягає від вулиці Юрія Іллєнка до кінця забудови (узвозу Реп'яхів Яр).
Прилучаються вулиці Володимира Турця, Деревлянська, Овруцька і Академіка Ромоданова, а також провулок Бабин Яр.

## Історія
Вулиця виникла у 70–90-ті роки XIX століття. Спершу це був безіменний проїзд, але, коли у 1890 році у сквері на розі з Великою Дорогожицькою вулицею (сучасна вулиця Юрія Іллєнка) було споруджено каплицю св. Осія, проїзд стали називати Осіївським. У 1892 році його офіційно позначили на плані міста як Осіївську вулицю. Але новостворена вулиця була занадто короткою, а будинки по ній були пронумеровані так, начебто вони знаходилися по Великій Дорогожицькій вулиці. Продовженням Осіївської слугувала Малодорогожицька вулиця (назва — з 1869 року), яка мала власну нумерацію, що створювало безлад та непорозуміння. Врешті-решт місцеві жителі звернулися у 1910 році до міської влади з проханням вирішити це питання, і у 1912 році обидві вулиці були об'єднані під назвою Осіївська вулиця та перенумеровані заново, від розгалуження з Великою Дорогожицькою.
Сучасну назву на честь російського письменника Олександра Герцена вулиця отримала у 1939 році. Заключний відрізок вулиці Герцена — незабудований узвіз до Реп'яхова яру — з 1957 року носить назву узвіз Реп'яхів Яр.

## Забудова
Наприкінці XIX — на початку XX століття вулиця мала рядову двоповерхову забудову, частина якої збереглася до другої половини XX століття. Серед будинків по вулиці виділяється № 6 — особняк Брадтмана, що належав київському архітектору Едуарду Брадтману. Двоповерховий будинок зведений у 1914 році, у стилі модерну. Фасад прикрашений орнаментальними вставками та деталями.
Ще однією пам'яткою історії та архітектури є будинок № 14 — колишній особняк Октавіана Більського, за радянських часів — дача Микити Хрущова. У 1889 році аптекарський помічник Октавіан Більський (Бєльський) придбав у Кмитовім Яру ділянку під будівництво. У 1893 році тут розпочалося будівництво садиби за проектом архітектора Миколи Казанського. Будинок мав дев'ять вікон по фасаду, з двома ризалітами по краях, які переходили у вежоподібні об'єми, увінчані банями зі шпилем. Фасад був декорований в стилі неоренесансу. Пізніше Більський, ставши вже власником аптеки, придбав сусідню ділянку і спорудив на ній другий особняк, який здавався в оренду. Обидва будинки, оточені парком, склали відокремлену від іншої забудови садибу. У 1920-х роках особняки були націоналізовані, а парк став місцем громадського відпочинку. Згодом садиба була перетворена на режимний об'єкт. Спочатку тут мешкав у 1934–1937 роках народний комісар внутрішніх справ УРСР Всеволод Балицький. За його наказом ліве крило особняка розбудували, а в парку спорудили численні малі архітектурні форми — містки, альтанки, статуї тощо. Перед війною 1941—1945 років вся садиба використовувалася як піонерський табір для дітей співробітників НКВС.
Наприкінці 1943 року сюди переїхав член Військової ради I Українського фронту Микита Хрущов, і мешкав тут до 1949 року. Коли Хрущов переїхав до Москви, садиба продовжувала бути резиденцією перших секретарів ЦК. Останнім тут мешкав Петро Шелест. Його наступник, Володимир Щербицький, передав особняк НДІ педіатрії, акушерства і гінекології.

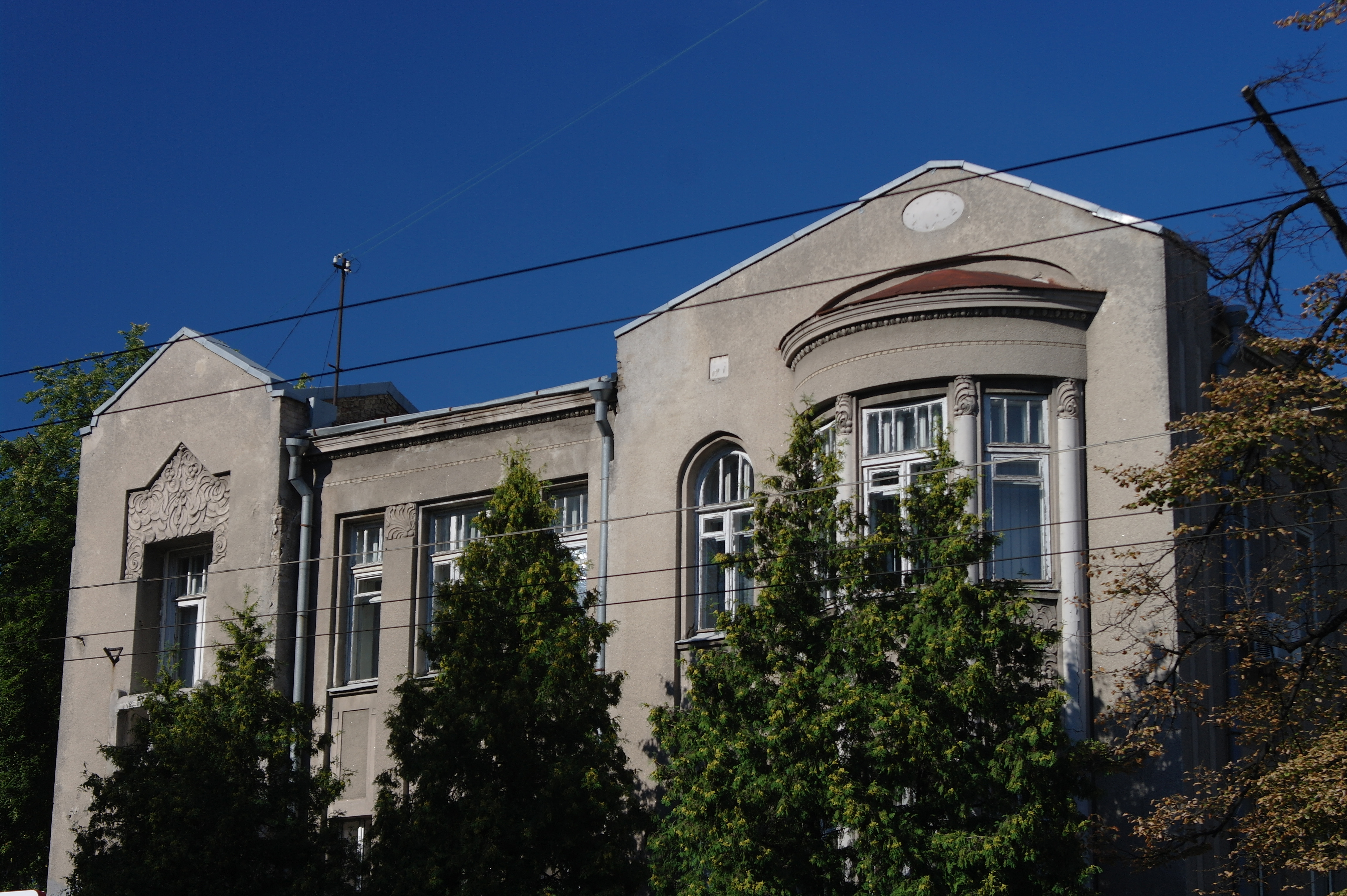
№ 6 — Особняк Брадтмана
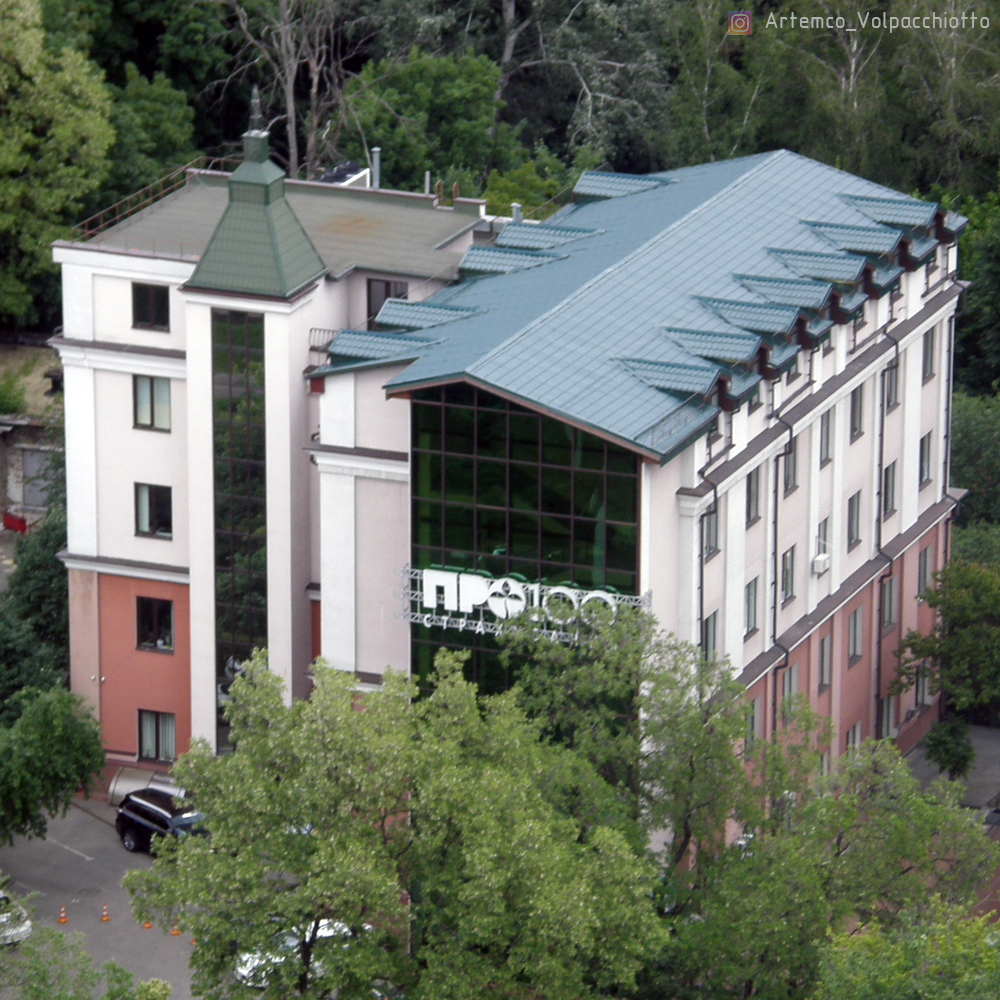
№ 10
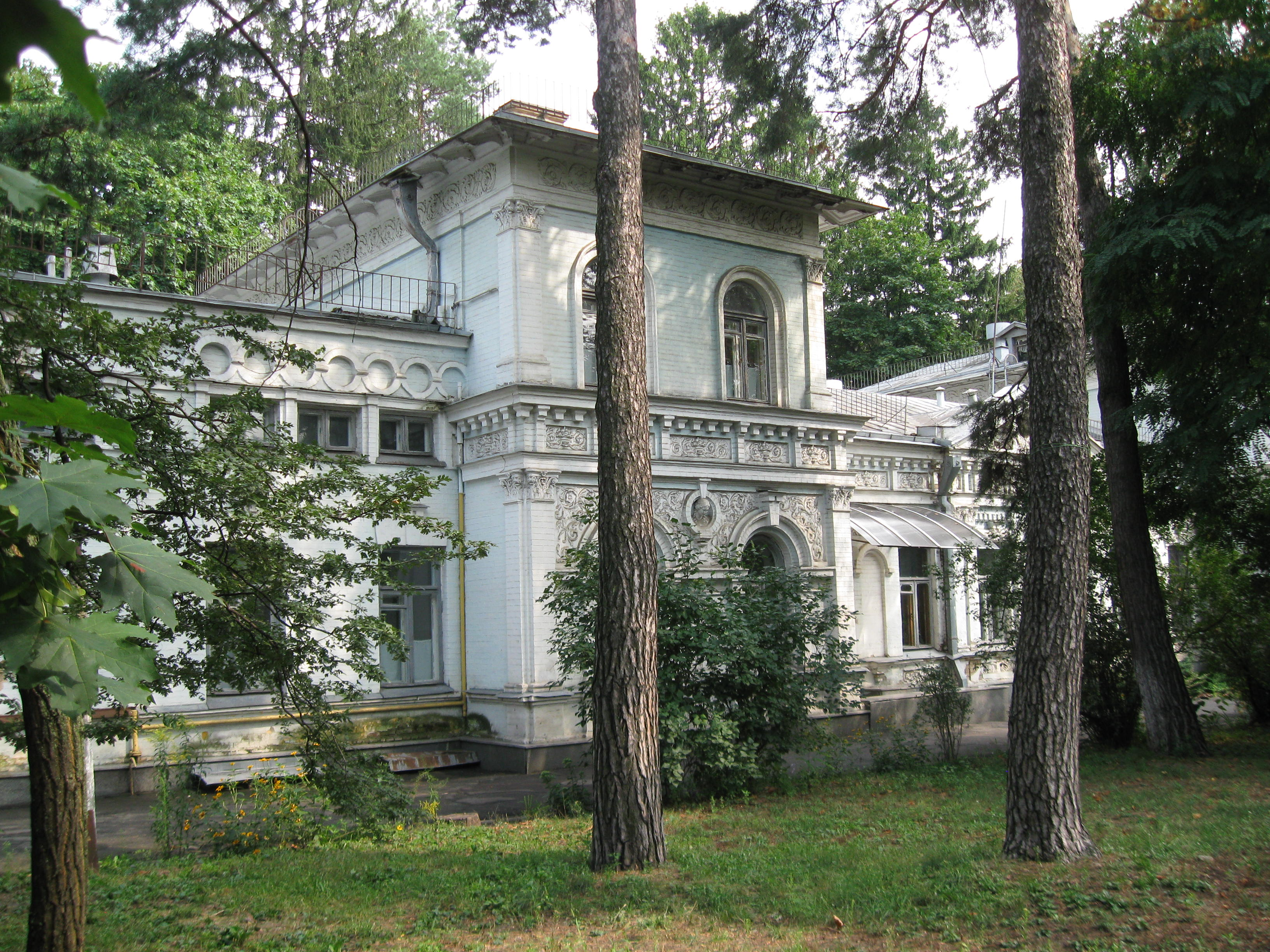
№ 12 — колишня дача Хрущова

## Мешканці
В будинку № 6 в квартирі № 7 мешкали українські радянські художники: подружжя Ангеліна Володимирівна Голембієвська і Микола Іванович Молоштанов та їх дочка Тетяна Миколаївна Голембієвська.